# 153 (getal)
153 is het natuurlijke getal volgend op 152 en voorafgaand aan 154.

## In de wiskunde
Honderddrieënvijftig is een driehoeksgetal, een zeshoeksgetal, een narcistisch getal en een Harshadgetal.
Er geldt 153 = 1! + 2! + 3! + 4! + 5!, met ! = faculteit.

## Einduitkomst
Het getal 153 is een narcistisch getal; het bestaat uit 3 cijfers en de som van de cijfers tot deze macht is ook 153:
{\displaystyle 1^{3}+5^{3}+3^{3}=153}
Het heeft echter als bijzondere eigenschap, dat het altijd de einduitkomst is van de volgende berekening:
- Neem een willekeurig getal dat deelbaar is door 3.
- Verhef vervolgens alle afzonderlijke cijfers tot de macht 3, en tel de uitkomsten bij elkaar op.
- Herhaal de vorige stap.
- Na een aantal stappen is de uitkomst 153.

### Voorbeelden
- 3

| {\displaystyle 3^{3}}             | = | 27           |   |     |
| {\displaystyle 2^{3}+7^{3}}       | = | 8 + 343      | = | 351 |
| {\displaystyle 3^{3}+5^{3}+1^{3}} | = | 27 + 125 + 1 | = | 153 |
| {\displaystyle 1^{3}+5^{3}+3^{3}} | = | 1 + 125 + 27 | = | 153 |

- 84

| {\displaystyle 8^{3}+4^{3}}             | = | 512 + 64        | = | 576  |
| {\displaystyle 5^{3}+7^{3}+6^{3}}       | = | 125 + 343 + 216 | = | 684  |
| {\displaystyle 6^{3}+8^{3}+4^{3}}       | = | 216 + 512 + 64  | = | 792  |
| {\displaystyle 7^{3}+9^{3}+2^{3}}       | = | 343 + 729 + 8   | = | 1080 |
| {\displaystyle 1^{3}+0^{3}+8^{3}+0^{3}} | = | 1 + 0 + 512 + 0 | = | 513  |
| {\displaystyle 5^{3}+1^{3}+3^{3}}       | = | 125 + 1 + 27    | = | 153  |

## In de Bijbel

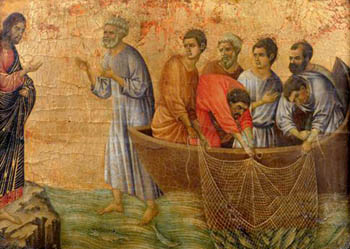
Wonderbare visvangst door Duccio.

Het getal 153 komt in de Bijbel voor, namelijk in de wonderbare visvangst in Johannes  21:11. De discipelen vingen honderddrieënvijftig vissen, nadat ze eerder niets hadden gevangen en van Jezus de aanwijzing hadden gekregen om hun netten uit te werpen aan de andere zijde van het schip. Augustinus hechtte hier grote symbolische waarde aan en kwam tot de conclusie dat 153 vissen duidde op het zeventiende driehoeksgetal. 17 was voor hem belangrijk omdat dit de som is van 10 (voor de Tien Geboden in het Oude Testament) en 7 (voor de gaven van de Heilige Geest in het Nieuwe Testament).
In het boek van dr. L. A. Snijders over getallen in de Bijbel wordt een voorkeur gegeven aan de uitleg van Hiëronymus, die beweerde dat men in de tijd van Petrus 153 soorten vissen kende. Het getal zou dan slaan op mensen uit alle volkeren.